# Yang di-Pertuan Negara
Yang di-Pertuan Negara (en français : « [celui] qui est le seigneur de l'État ») est un titre pour le chef de l'État dans certains pays de langue malaisienne, et a été utilisé comme titre officiel à plusieurs reprises au Brunei et à Singapour.

## Sabah
Le chef de l'État de Sabah était autrefois connu sous le nom de Yang Di-Pertua Negara, puis plus tard sous le nom de Yang Di-Pertua Negeri.

## Sarawak
Le chef de l'État du Sarawak était autrefois connu sous le nom de Yang Di-Pertua Negara, puis plus tard sous le nom de Yang Di-Pertua Negeri.

## Singapour

### Histoire
À la suite des révisions de la Constitution en 1959, qui accordaient à Singapour une autonomie presque totale par rapport au Royaume-Uni, la fonction cérémonielle de Yang di-Pertuan Negara a remplacé la fonction coloniale de gouverneur en tant que représentant du monarque britannique à Singapour, bien que le terme « gouverneur » soit également couramment utilisé pour désigner le responsable.
Bien que Yang di-Pertuan Negara soit le titre du chef de l'État, constitutionnellement, il n'est qu'un chef de l'exécutif de jure, agissant en tant que représentant vice-royal et non pas comme le gouverneur général.
Dans le cadre d'un arrangement transitoire, le dernier gouverneur de Singapour, Sir William Goode, est le premier Yang di-Pertuan Negara du 3 juin 1959 au 3 décembre 1959. Il est remplacé par Yusof Ishak, qui prête serment le jour même de l'adoption du drapeau, des armoiries et de l'hymne national du pays.
Le titre est conservé le 31 août 1963 lorsque Singapour déclare unilatéralement son indépendance du Royaume-Uni et son adhésion à la Malaisie en tant qu'État le 16 septembre 1963 (à ne pas confondre avec le Yang di-Pertua Negeri de Sabah). Le titulaire de cette fonction a ensuite agi en tant que représentant du roi de Malaisie.
Le 9 août 1965, Singapour se sépare de la fédération pour devenir un État indépendant au sein du Commonwealth des Nations. Le 22 décembre de la même année, la Constitution a été amendée pour faire du pays une république et a changé le titre en Président avec effet rétroactif à la date de l'indépendance.

### Liste des titulaires de fonctions
| Portrait | Nom (Naissance-Mort)          | Mandat          | Mandat          | Mandat        | Origine               | Fonction précédente                                             | Monarque                                                                                | Réf   |
| Portrait | Nom (Naissance-Mort)          | Arrivée         | Fin             | Durée         | Origine               | Fonction précédente                                             | Monarque                                                                                | Réf   |
| -------- | ----------------------------- | --------------- | --------------- | ------------- | --------------------- | --------------------------------------------------------------- | --------------------------------------------------------------------------------------- | ----- |
|          | Sir William Goode (1907–1986) | 3 juin 1959     | 2 décembre 1959 | 5 mois        | Middlesex, Angleterre | Secrétaire en chef de Singapour, gouverneur de Singapour        | Élisabeth II                                                                            | [ 5 ] |
|          | Yusof Ishak (1910–1970)       | 3 décembre 1959 | 9 août 1965     | 3 ans, 9 mois | Taiping, Perak        | Président de la Commission de la fonction publique de Singapour | Élisabeth II (Jusqu'au 15 septembre 1963) Putra de Perlis (Depuis le 16 septembre 1963) | ,     |

## Brunéi
Au Brunei, le sultan est également connu sous le nom de Yang Di-Pertuan Negara Brunei Darussalam.